# Waco W Aristocraft
El Waco Model W Aristocraft fue un monoplano de cuatro plazas estadounidense, el último avión diseñado y construido por la Waco Aircraft Company. Tenía una inusual configuración con un motor montado en la parte frontal accionando una hélice propulsora en la parte trasera.

## Diseño y desarrollo
El Aristocraft fue un intento de Waco de entrar en el mercado de posguerra de los aviones ligeros. El prototipo voló por primera vez en marzo de 1947, propulsado por un motor de pistón Franklin 6AL de 160 kW (215 hp) montado en el frente con una hélice propulsora en la parte trasera, accionada mediante un eje de transmisión. De construcción totalmente metálica, era un monoplano de ala alta con empenajes y timones gemelos, con un tren de aterrizaje triciclo parcialmente retráctil.
La compañía tenía órdenes por 300 aviones, pero decidió que el modelo necesitaría un costoso desarrollo en un menguante mercado, y solo fue completado el prototipo. Waco vendió los derechos de diseño y en los años 60 se realizaron trabajos para comercializar el modelo como kit de construcción amateur.

## Especificaciones
Referencia datos: Aerofiles.com, Jane's all the World's Aircraft 1947

### Características generales
- Tripulación: Uno (piloto)
- Capacidad: Tres pasajeros
- Longitud: 7,63 m
- Envergadura: 11,58 m
- Altura: 2,34 m
- Planta motriz: 1× motor bóxer de seis cilindros refrigerado por aire Franklin 6AL.
  - Potencia: 160 kW (215 hp) a 2500 rpm
- Hélices: bipala Hartzell de paso reversible
- Diámetro de la hélice: 2,13 m

### Rendimiento
- Velocidad máxima operativa (Vno): 248 km/h
- Velocidad crucero (Vc): 245 km/h a 1500 m (5000 pies)
- Velocidad de entrada en pérdida (Vs): 89 km/h
- Alcance: 657 km a 1500 m (5000 pies)
- Techo de vuelo: 5300 m (17 500 pies)
- Régimen de ascenso: 4,8 m/s (950 pies/min)

### Aeronaves similares
- Douglas Cloudster II
- Lockheed Big Dipper

### Secuencias de designación
- Secuencia Alfabética (interna de Waco): ← M - N - S - W